# 13 zabójców
13 zabójców (jap. 十三人の刺客 Jūsan-nin no shikaku) – japońsko-brytyjski film przygodowy z 2010 roku napisany przez Daisuke Tengana i wyreżyserowany przez Takashiego Miike. Film jest remakiem czarno-białego filmu Eiichiego Kudō Jūsan-nin no shikaku, powstałego w 1963 roku. Wyprodukowany przez japońskie studio Toho i brytyjskie studio Artificial Eye. Zdjęcia kręcono w Tsuruoce w prefekturze Yamagata.
Premiera filmu miała miejsce 25 września 2010 roku w Japonii oraz 6 maja 2011 roku w Wielkiej Brytanii.

## Opis fabuły
Akcja filmu rozgrywa się w Japonii. Brat panującego władcy, Matsudaira (Gorō Inagaki), słynie z okrucieństwa. Postanawia on umocnić swoją pozycję polityczną. Niepokoi to właścicieli ziemskich. Zlecają oni samurajowi Shinzaemonowi (Kōji Yakusho) zabicie tyrana. Do zadania wybiera on sobie trzynastu śmiałków.

## Obsada
Źródło: Filmweb
- Kōji Yakusho – Shinzaemon Shimada
- Kazuki Namioka – Rihei Ishizuka
- Yūsuke Iseya – Koyata Saga
- Tsuyoshi Ihara – Kuzuro Hirayama
- Takayuki Yamada – Shinrokuro Shimada
- Sōsuke Takaoka – Yasoyosi Hioki
- Yūma Ishigaki – Gennai Higuchi
- Arata Furuta – Heizo Sahara
- Hiroki Matsukata – Hidariheita Kurahisasi
- Ikki Sawamura – Gunziro Mitsuhasi
- Koen Kondo – Yahachi Horii
- Masachika Ichimura – Hanbei Onigashira
- Masataka Kubota – Shoiziro Ogura
- Seiji Rokkaku – Mosuke Otake
- Kazue Fukiishi – Otsuya / Opashi
- Gorō Inagaki – Naritsugu Matsudaira
- Mikijiro Hira – pan Doi
- Koshiro Matsumoto – Yukie Makino
- Masaaki Uchino – Tosho Mamiya
- Ken Mitsuishi – Zōdayu Asakawa
- Ittoku Kishibe – Yatokube Sanshu
- Mitsuki Tanimura – Chiyo Makino
- Takumi Saitō – Uneme Makino
- Shinnosuke Abe – Minamotosiro Ideguchi

i inni